# Fryderyk za album roku nagrania archiwalne
Laureaci Fryderyków w kategorii album roku nagrania archiwalne:
| Rok  | Tytuł albumu                                        | Kompozytor | Wykonawcy | Reżyser nagrania         |
| 2004 | Baird - Dzieła                                      | Tadeusz Baird | Soliści: Andrzej Hiolski – baryton, Krystyna Szostek-Radkowa – mezzosopran, Stefania Woytowicz – sopran, Stefan Kamasa – skrzypce, Jerzy Artysz – baryton Orkiestra/Zespół: Orkiestra Polskiego Radia i Telewizji w Krakowie, Narodowa Orkiestra Symfoniczna Polskiego Radia w Katowicach i Orkiestra Symfoniczna Filharmonii Narodowej pod dyrekcją Jana Krenza, Orkiestra Symfoniczna Filharmonii Narodowej pod dyrekcją Witolda Rowickiego, Orkiestra Symfoniczna Filharmonii Narodowej pod dyrekcją Andrzeja Markowskiego, Narodowa Orkiestra Symfoniczna Polskiego Radia w Katowicach pod dyrekcją Wojciecha Michniewskiego, Orkiestra Polskiego Radia i Telewizji w Krakowie pod dyrekcją Jacka Kaspszyka | Bogdan Żywek – mastering |
| 2006 | Henryk Czyż w serii "Dyrygenci polscy" (album 2 CD) | Karol Szymanowski: balet Mandragora; Johannes Brahms: I Symfonia; Henryk Czyż: Wariacje symfoniczne, Concertino, Serenada; Joseph Haydn: Koncert wiolonczelowy D-dur | Soliści: Daniił Szafran – wiolonczela Orkiestra/Zespół: Narodowa Orkiestra Symfoniczna Polskiego Radia w Katowicach, Orkiestra Symfoniczna Polskiego Radia i Telewizji w Krakowie, Polska Orkiestra Radiowa Dyrygent/Kierownik Artystyczny: Henryk Czyż | różni                    |